# 仁皇山街道
仁皇山街道是浙江省湖州市吳興區下轄的一個街道，位於湖州市區東北方向，同濱湖街道一道隸屬於湖州太湖旅遊度假區。

## 簡介
仁皇山街道是湖州市的行政中心、文化中心、教育中心，同時也是市委市政府的駐地。該區域內集中了湖州市市本級絕大部分行政、事業單位。湖州市行政中心、湖州圖書館、湖州大劇院、湖州市博物館、湖州市科技館、湖州市少年宮、湖州升華音樂廳、國際會議中心、湖州市群眾藝術館、湖州日報社、市檢察院、市中級人民法院、市質監局、市環保局、市國土局等等單位部門都位於地區。

## 行政區劃
仁皇山街道下轄9個社區以及3個行政村（2009年）。2020年，俞家田村、沿圩灣村、橋東村三个行政村合并为仁东村。街道辦事處駐地設在橋西社區（原白雀鄉政府駐地）。2021年初，仁皇山一社区至仁皇山九社区9个以数字命名的社区重新命名。
- 社區：仁皇山一社區、仁皇山二社區、金色地中海社區、天盛花園社區、壟山社區、建國社區、金家兜社區、白雀社區、橋西社區。
- 行政村：仁东村。